# Nikolaï Raïevski
Pour les articles homonymes, voir Raïevski.
Nikolaï Nikolaïevitch Raïevski (en russe : Николай Николаевич Раевский), né le 25 septembre 1771 à Saint-Pétersbourg et mort le 18 septembre 1829 à Boltychka (ru)(Ukraine), est un général de cavalerie Russe renommé pour ses faits d'armes au cours des guerres napoléoniennes. Sa famille laissa un héritage durable dans la société comme dans la culture russe.

## Jeunesse
Nikolaï Raïevski est issu d'une ancienne famille de la noblesse scandinave qui quitta au cours du XIVe siècle le Danemark pour s'établir en Livonie. De nationalité polonaise à partir du XVIe siècle, la famille Raïevski reçut l'autorisation de porter le blason du clan Łabędź (en) par Sigismond III de Pologne au XVIIIe siècle.
Mais c'est en Russie, que la famille Raïevski va prendre véritablement de l'importance lorsque le père de Nikolaï, le colonel Nikolaï Semionovich Raïevski, commandant du régiment d'élite Izmaïlovski, se marie avec Ekaterina Samoïlova, dame de compagnie et amie intime de l'impératrice Catherine II et nièce du très influent favori, prince Grigori Potemkine.
Nikolaï Semionovich Raïevski meurt lors d'une charge au cours de la guerre russo-turque de 1768-1774 à Iași (Roumanie) quelques mois avant la naissance de son fils. Peu après son décès, l'Impératrice arrange un nouveau mariage entre la mère de Nikolaï et un riche propriétaire terrien du nom de Lev Davidov qui s’avérera être un beau-père généreux. De ce mariage naîtra le général Alexandre Lvovitch Davydov, demi-frère de Nikolaï.
Raïevski est incorporé très jeune au sein du régiment Ismaïlovski de la Garde impériale. Le 30 avril 1777, il est promu sergent et le 1er janvier 1786, lieutenant. Trois ans plus tard, le 23 février 1789, il est transféré au régiment de Dragons de Nijni Novgorod avec rang de major. Avec ce régiment, il combat au cours de la guerre russo-turque de 1787-1792 et se distingue à Bendery et Bilhorod. En reconnaissance de ses mérites, Raïevski est promu, le 1er septembre 1790, au grade de lieutenant-colonel dans un régiment Cosaque.
Une fois le traité d'Iași entre la Russie et l'Empire ottoman signé, il prend part à la guerre russo-polonaise de 1792 à la tête de son précédent régiment de dragons. Pour cette campagne, il reçoit le 28 juin 1792 l'Ordre de Saint-Georges (IVe classe) ainsi qu'une épée en or avec citation pour bravoure.
En 1796, Raïevski prend part, sous le commandement du comte Valérien Zoubov, à l'expédition contre l'Iran. Il participe activement à la prise de Derbent et à d'autres combats avant que l'expédition ne soit stoppée par la mort de Catherine II. Son successeur, Paul Ier, rappelle l'armée. Nikolaï du fait de ses liens avec le Prince Potemkine, que Paul déteste, est écarté de l'armée. Cinq ans plus tard, à la suite de l'assassinat de Paul et de l'accession au trône d'Alexandre, Raïevski réincorpore l'armée au grade de major-général.
En 1812, à la bataille de la Moskova, il commandait la redoute centrale, qui reçut le nom de redoute Raïevski.
Il fut nommé membre du Conseil d'état de l'Empire sous Nicolas Ier.
Il est le beau-père du général Sergueï Volkonski.

## Sources et bibliographie
- (ru) Cet article est partiellement ou en totalité issu de l’article de Wikipédia en russe intitulé « Раевский, Николай Николаевич » (voir la liste des auteurs).